# Jean-Michel Papini
Pour les articles homonymes, voir Papini.
Jean-Michel Papini est un ancien footballeur professionnel français né le 19 février 1964 à Marseille. Il évoluait au poste d'attaquant.

## Biographie
Passé par le centre de formation du PSG, Jean-Michel Papini dispute 88 matchs en Division 2 avec Angers, Sète et Istres.